# Damien Perquis (1984)
Damien Perquis (* 10. dubna 1984, Troyes, Francie ) je bývalý francouzsko-polský fotbalový obránce.
Jeho předkové pocházeli z centrálního Polska (vesnice Strzyżewko). Perquis v prosinci 2008 deklaroval svůj zájem reprezentovat Polsko. Polské občanství mu bylo uděleno 1. září 2011.

## Reprezentační kariéra

### Francie
Perquis odehrál 3 zápasy za francouzský reprezentační výběr do 21 let.

### Polsko
Krátce po obdržení polského občanství jej reprezentační trenér Franciszek Smuda nominoval k přátelskému zápasu v Gdaňsku 6. září 2011 s Německem (remíza 2:2).

#### EURO 2012
Zúčastnil se Mistrovství Evropy 2012, kde mělo Polsko jako pořadatelská země (společně s Ukrajinou) jistou účast. V zahajovacím utkání celého šampionátu 8. června se střetlo Polsko s Řeckem a Damien odehrál kompletní porci minut. Tři body nezískal nikdo, oba soupeři si připsali po bodu za remízu 1:1. 12. června se opět zrodila remíza 1:1 polského národního mužstva, tentokrát s Ruskem. Perquis odehrál celé střetnutí. V přímém souboji o čtvrtfinále s Českou republikou 16. června pohřbil polské naděje na historicky první postup ze základní skupiny jediným gólem utkání český záložník Petr Jiráček, Damien dostal v zápase žlutou kartu. Polsko obsadilo se ziskem 2 bodů poslední čtvrté místo základní skupiny A.

### Reprezentační góly
Góly Damiena Perquise za A-tým Polska
| Gól | Datum       | Stadion                                        | Soupeř    | Skóre | Výsledek | Soutěž          |
| --- | ----------- | ---------------------------------------------- | --------- | ----- | -------- | --------------- |
| 010 | 26. 5. 2012 | Hypo-Arena, Klagenfurt am Wörthersee, Rakousko | Slovensko | 1:0   | 1:0      | Přátelský zápas |